# Paavo Jaale-Johansson
Paavo Jaale-Johansson (Helsinki, Finlandia, 21 de octubre de 1895-5 de diciembre de 1983) fue un atleta finlandés, especialista en la prueba de lanzamiento de jabalina en la que llegó a ser medallista de bronce olímpico en 1920.

## Carrera deportiva
En los JJ. OO. de Amberes 1920 ganó la medalla de bronce en el lanzamiento de jabalina, llegando hasta los 63.095 metros, siendo superado por su compatriota Jonni Myyra que con 65.78 metros batió el récord olímpico, y por otro finlandés Urho Peltonen (plata).